# Mycetophila curviseta
Mycetophila curviseta är en tvåvingeart som beskrevs av Lundstrom 1911. Mycetophila curviseta ingår i släktet Mycetophila och familjen svampmyggor. Arten är reproducerande i Sverige. Inga underarter finns listade i Catalogue of Life.